# La casa del buio
(Judy Marshall)
La casa del buio (Black House) è un romanzo horror scritto da Stephen King e Peter Straub pubblicato negli USA il 15 settembre 2001 e il 29 gennaio 2002, in Italia. È il sequel del romanzo Il talismano, anch'esso scritto da entrambi.

## Dedica
Il libro è dedicato a David Gernert e Ralph Vicinanza.

## Trama
Vent'anni dopo gli eventi de Il talismano una serie di omicidi ha iniziato ad affliggere la città di French Landing, nel Wisconsin. L'assassino è stato soprannominato "il Pescatore" a causa di uno sforzo consapevole da parte del suddetto nell'emulare i metodi del serial killer Albert Fish. Come Fish, l'assassino di French Landing prende di mira i bambini e si abbandona al cannibalismo dei corpi lasciandone a pezzi i cadaveri. All'inizio della storia sono già state scoperte due vittime, con una terza in attesa di essere scoperta. La natura dei crimini e l'incapacità della polizia locale di catturare l'assassino hanno portato le persone in tutta la regione a diventare ogni giorno più ansiose e alcuni elementi dei media locali esacerbano la situazione con una copertura provocatoria.
Dopo gli eventi de Il talismano, Jack Sawyer ha represso i suoi ricordi delle sue avventure all'età di dodici anni nei Territori e della sua caccia al Talismano, anche se il residuo di questi eventi è servito a influenzare sottilmente la sua vita anche dopo che li ha dimenticati. Jack è cresciuto fino a diventare tenente del dipartimento di polizia di Los Angeles, dove la sua professionalità e il suo talento inquietante lo hanno aiutato a crearsi una reputazione quasi leggendaria. Quando una serie di omicidi a Los Angeles viene fatta risalire a un venditore di assicurazioni agricole di French Landing, Jack collabora con la polizia della città per catturare l'assassino.
Mentre si trova nel Wisconsin Jack è irresistibilmente rapito dalla bellezza naturale del distretto di Coulee, facendo eco alla sua reazione ai Territori da bambino. Quando in seguito si intromette in un'indagine per omicidio a Santa Monica, alcuni aspetti della scena del crimine minacciano di far riemergere i suoi ricordi repressi. Successivamente, a soli trentuno anni, si dimette dal LAPD e si trasferisce a French Landing per godersi il suo pensionamento anticipato.
Quando il "Pescatore" inizia a terrorizzare la cittadina la polizia quasi prega "Hollywood" Jack Sawyer per la sua assistenza ed è sorpresa quando rifiuta categoricamente. I ricordi dell'evento di Santa Monica minacciano di sopraffare Jack ed egli teme che il coinvolgimento nelle indagini possa rompere la sua sanità mentale, ma quando un quarto bambino viene preso dal pescatore, gli eventi non consentono più a Jack di rimanere in disparte. Gli diventa subito chiaro che il colpevole è molto più di un serial killer. In effetti è un agente del Re Rosso e il suo compito è trovare bambini con il potenziale per servire come Frangitori. L'assassino è Charles Burnside, un pedofilo di ottantacinque anni che risiede in una casa di cura ed è "posseduto consensualmente" da un demone sadico chiamato signor Munshun (anche noto come Lord Malshun), un servitore del Re Rosso. La quarta vittima, Tyler Marshall, è uno dei Frangitori più potenti che ci siano mai stati e che potrebbe essere tutto ciò di cui il Re ha bisogno per distruggere i Vettori rimanenti della Torre Nera per porre fine a tutti i mondi. Poiché il "Pescatore" si dimostra anche in grado di "flippare" nei Territori, Jack Sawyer è l'unica speranza non solo per la città, ma di tutta l'esistenza.
Munshun ha al suo servizio diretto un essere chiamato Gorg, che appare nel mondo reale come un grande corvo parlante: esso ha la capacità di sedurre e ipnotizzare e Munshun lo usa principalmente come strumento per ammaliare i bambini, rendendoli più facili da rapire. Quando un uomo viene arrestato per errore per gli omicidi del "Pescatore", Gorg convince la madre di una delle vittime a guidare un linciaggio, intenzionata a uccidere l'uomo.
Quando Jack apprende tutto questo accetta la realtà dei suoi ricordi repressi e "flippa" nei Territori per la prima volta da quando aveva dodici anni, lì si riunisce con il gemello dei Territori del suo vecchio amico Speedy Parker, il pistolero grande Parkus. Mentre si trova nei Territori, Jack incontra e si innamora di Sophie, la bellissima giovane regina di quel luogo, e si rende conto che ella è una gemellante di Judy Marshall, la madre di Tyler. Dopo avere sentito voci riguardanti una casa maledetta fuori città (la Black House), Jack intuisce che il "Pescatore" è l'architetto che sta dietro alla vicenda: Charles Burnside.
Il signor Munshun non può esistere fisicamente nel mondo reale, tranne che all'interno delle mura della Black House, che Charles ha costruito con la sua guida.
Tra le altre cose la Black House è una porta tra i mondi e dopo una selvaggia follia omicida, che include l'uccisione del migliore amico di Jack, Burnside è ferito a morte e lascia la casa nera. Fugge in una regione infernale e vulcanica del Fine-Mondo chiamata "Fucina del Re", An-Tak, chiamata anche la Grande Combinazione (Big Combination), dove Tyler Marshall è tenuto prigioniero. Charles disobbedisce all'ordine di Munshun di consegnare Tyler al Re Rosso e cerca invece di prendere il ragazzo per sé, ma Tyler reagisce e lo uccide. Il corvo Gorg viene ucciso, fuori dalla Black House, da Jack.
Jack, il capo Gilbertson, Beezer St Pierre e Doc si fanno strada attraverso la Black House e arrivano alla "Fucina", ove incontrano Munshun. Jack lo uccide con la mazza da baseball di Ty Marshall (infondendola con il potere residuo insito in lui del Talismano) e dice a Tyler di distruggere con i suoi poteri da Frangitore la Grande Combinazione (la "centrale elettrica" delle dimensioni dalle dimensioni di un grattacielo usata dal Re per diffondere il male nel multiverso) e liberare le migliaia di bambini schiavizzati. Quando la struttura viene distrutta  i mali in tutto il multiverso si avvizziscono e muoiono e prima che la casa crolli Tyler, Jack, Dale, Beezer, Doc portano fuori dall'edificio i bambini; ciò ferisce gravemente il Re Rosso.
Settimane dopo, in una conferenza stampa della polizia, Jack viene colpito dalla moglie di un uomo che aveva mandato via quando era ancora in servizio. Speedy Parker è tra il pubblico e riesce a portare Jack nei Territori poco prima di morire. Mentre egli giace privo di sensi nel Padiglione della Regina, Parkus spiega alla regina Sophie che Jack si riprenderà; ora è "una creatura dei Territori" potrebbe non essere mai più in grado di tornare nel suo mondo.

## Curiosità
- Nel romanzo viene richiamato il racconto Le piccole sorelle di Eluria della raccolta Tutto è fatidico e ambientato nel contesto della serie de La Torre Nera.
 Quando Jack Sawyer torna nei Territori, incontra Sophie proprio nella tenda-ospedale de "Le piccole sorelle". Sophie informa Jack che si trova in questa specie di "ospedale ambulante" gestito da le "piccole sorelle" che non sono poi altro che una specie di vampiri assetati di sangue.
 Questo lascerebbe intuire che i Territori conosciuti da "Jack Viaggiante" ne La casa del buio siano il mondo di Roland di Gilead descritto nella serie La Torre Nera, quest'ipotesi sarebbe accreditata dal fatto che, come dice Parkus, in questi "nuovi" Territori non si tratta più di gemellanti; a conferma di questo Jack nota che gli abiti e gli oggetti portati dal nostro mondo non mutano in questi Territori (come accade nella saga della Torre Nera) e inoltre è proprio in questi Territori che si trovano: il Fine-Mondo, La Torre Nera, i raggi (Vettori) e il Devar-Toi.
 Da questo se ne deduce che i Territori visitati da Jack Viaggiante nel primo libro siano differenti da quelli visitati dal suddetto ne La casa del buio, riprendendo così il concetto dei mondi paralleli descritto proprio nella serie della La Torre Nera.
- Burnside cita Patricia il Mono e Blaine il Mono e parla di una terza monorotaia, ancora funzionante, chiamata semplicemente "Il Mono del Fine-Mondo". Il signor Munshun prevede di utilizzare il mono per consegnare Tyler a Ram Abbalah (uno dei nomi del Re Rosso).
- La "Fucina del Re" si trovano nel Fine-Mondo ed è implicito che i Territori possano esistere allo stesso livello della Torre del Medio-Mondo. Nel capitolo finale si dice che essi si trovino nelle Baronie Interne, suggerendo che fanno parte dell'Entro-Mondo.
- Alla fine de La casa del buio, la Grande Combinazione, distrutta da Tyler Marshall, causa un'azione che pone fine a molteplici mali in tutto il multiverso e ferisce gravemente il Re Rosso e a causa della distruzione di An-Tak i Frangitori sono sopravvissuti abbastanza a lungo da permettere a Roland Deschain e al suo ka-tet di interrompere il lavoro dei prigionieri ad Algul Siento (La Torre Nera) e salvare la Torre Nera. Più avanti nella storia Susannah, facendo un'escursione attraverso Empathica con Roland e Oy, vede che il bagliore della "Fucina" si è spento.
- Viene fatto intendere che Morgan di Orris, il mago malvagio de Il talismano, fosse anche lui un servitore del Re Rosso.
- Nell'ultimo libro della serie Randall Flagg indossa un berretto di metallo, lo stesso che il "Pescatore" mette in testa a Tyler Marshall (per impedirgli di usare i suoi poteri), quando affronta Mordred Deschain. Flagg descrive il berretto come "preso in prestito da una certa casa deserta nella città di French Landing, nel Wisconsin".
- Munshun menziona Ted Brautigan quando la squadra di Jack Sawyer si reca alla Black House per salvare Tyler.

## Edizioni
- Stephen King e Peter Straub, La casa del buio, traduzione di Maria Teresa Marenco, collana Narrativa, Sperling & Kupfer, 2002,  p. 734, ISBN 88-04-51792-1.